# L'Argemira
L'Argemira és una masia del terme municipal de Castellterçol, al Moianès.
Està situada en el sector central-occidental del terme, a ponent de la vila de Castellterçol, a prop i al sud de la Codina i a llevant del Vilet.